# Авиабилет

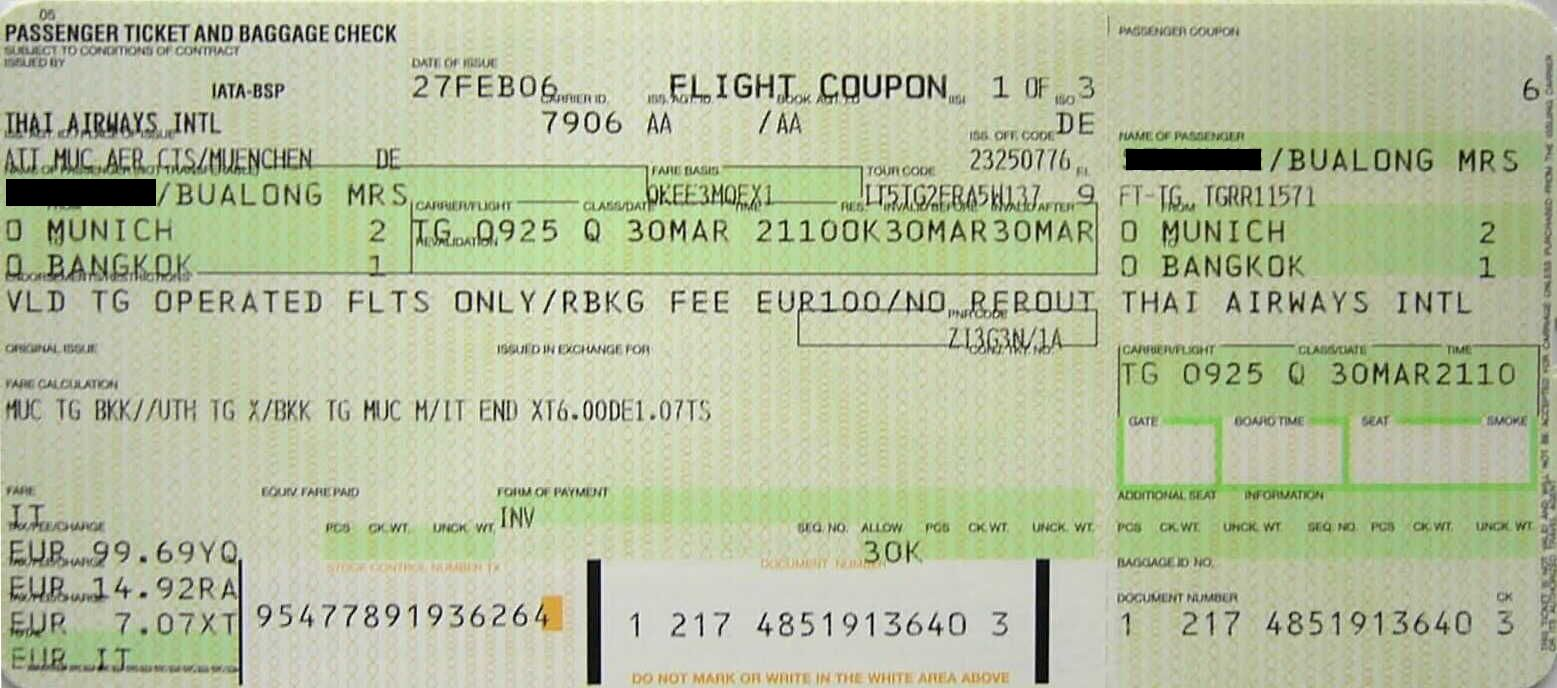
Полётный купон

Авиабиле́т — договор о перевозке между авиакомпанией и пассажиром, предоставляющий право на услуги авиационной пассажирской перевозки, в виде именного документа установленного образца. Билет является средством контроля и подлежит обязательной регистрации перед вылетом, после регистрации пассажир получает посадочный талон. Авиабилет выписывается турагентом (посредником Международной ассоциации воздушного транспорта) или напрямую в авиакомпании.

## Общие данные
Авиабилет бумажном виде состоял из контрольного купона, отчётного купона, нескольких (от 1 до 4) полётных купонов, пассажирского купона и вкладыша.
- Контрольный купон при продаже билета оставался у агента, продавшего билет, для организации его собственной внутренней отчётности.
- Отчётный купон при продаже билета оставался у агента и в дальнейшем передавался в органы, осуществляющие взаиморасчёты между агентами по продаже билетов и авиакомпаниями.
- Каждый полётный купон действовал для перевозки пассажира и его багажа на протяжении указанного в нём участка маршрута. Количество полётных купонов зависит от выбранного маршрута: один — рейс из А в Б; два — рейс из А в Б и обратно или рейс из А в Б через С; больше двух. При регистрации вместо полётного купона выдавался посадочный талон с указанием места в самолёте.
- Пассажирский купон отражал весь маршрут перевозки.
- На вкладыше описывали условия договора перевозки, основные права и обязанности пассажира и авиакомпании.

Авиабилет содержит данные пассажира (PNR): фамилию, имя, отчество; наименование перевозчика и агентства, выдавшего билет, данные о рейсе: дату вылета, дату прилёта, рейс, класс брони, общую стоимость авиабилета, пункты следования авиапассажира.
В результате технического развития с 1990 года (электронный обмен данными, Интернет) бумажная форма авиабилета постепенно заменялась на электронную. Между 2004 и 2008 годом Международная ассоциация воздушного транспорта (IATA) полностью прекратила выпуск и распространение своих нейтральных бланков, а также изъяла и уничтожила более 32 миллионов выпущенных, но не использованных бланков.
С 1 июня 2008 года по решению Международной ассоциация воздушного транспорта бумажные билеты полностью заменены на электронные. Вместе с тем, бумажные бланки, выпущенные самими авиакомпаниями и местными организациями-регуляторами могут использоваться в странах Африки, что связано с недостаточно высоким уровнем развития телекоммуникаций в этих странах. Также бумажные бланки разрешено использовать в России и странах СНГ, так как в этих странах реализация программы перевода авиатранспортной отрасли на электронные билеты началась значительно позже и долгое время сдерживалась из-за отсутствия необходимой нормативно-законодательной базы.